# Hermann Horst
Hermann Horst (* 6. Januar 1880 in Schnaittach im Landkreis Nürnberger Land; † 1946) war ein deutscher Landrat.

## Leben
Nach dem Abitur am Albrecht-Altdorfer-Gymnasium Regensburg absolvierte Hermann Horst ein Studium der Rechtswissenschaften an der Friedrich-Alexander-Universität Erlangen-Nürnberg (dort ab 1899 Mitglied im Corps Baruthia), der Ludwig-Maximilians-Universität München und der Universität Lausanne. Nach der ersten juristischen Staatsprüfung folgte der dreijährige Vorbereitungsdienst (Referendariat). 1905 legte er in München das Große juristische Staatsexamen ab und leistete seinen Militärdienst als Einjährig-Freiwilliger.
Am 7. September 1908 wurde er Akzessist bei der Regierung von Oberbayern. In Pirmasens erhielt er 1909 eine Anstellung als Assessor, wurde zum Bezirksamt Miesbach abgeordnet und musste Kriegsdienst leisten. Nach seinem Kriegseinsatz wurde er Bezirksamtsassessor in Berchtesgaden. Zum 1. April 1923 wurden ihm Titel und Rang eines Regierungsrats verliehen. Als Bezirksamtsvorstand leitete er in den Jahren von 1928 bis 1933 die Geschicke des Bezirksamtes Sulzbach, bevor er am 1. Juli 1933 zum Bezirksamtsvorstand (ab 1939 Landrat) des Bezirksamtes Wasserburg (ab 1939 Landkreis Wasserburg) ernannt wurde. In diesem Amt blieb Hermann Horst bis zum 1. Mai 1941, als er aus gesundheitlichen Gründen in den Ruhestand verabschiedet wurde.
Hermann Horst beantragte am 11. November 1937 die Aufnahme in die NSDAP und wurde rückwirkend zum 1. Mai desselben Jahres aufgenommen (Mitgliedsnummer 5.024.222). Er war zudem Fördermitglied des NSFK.